# 오산대원초등학교
오산대원초등학교는 대한민국 경기도 오산시에 있는 공립 초등학교이다.

## 학교 연혁
- 2003년 1월 13일 : 오산대원초등학교 설립 인가
- 2004년 3월 1일 : 오산대원초등학교 개교

## 참고 자료
- 오산대원초등학교 - 한국교육학술정보원 학교알리미